# Grenadier-Regiment „König Friedrich der Große“ (3. Ostpreußisches) Nr. 4
Das Grenadier-Regiment „König Friedrich der Große“ (3. Ostpreußisches) Nr. 4 war ein Infanterieverband der Preußischen Armee.

## Geschichte
Das Grenadier-Regiment „König Friedrich der Große“ (3. Ostpreußisches) Nr. 4 wurde am 1. Mai 1626 gegründet und war dem I. Armee-Korps (1820–1849, 1851–1914) dem II. Armee-Korps (1850), der 2. Division (1820–1849, 1856–1914) und der 4. Division (1850) sowie der 2. Infanterie-Brigade (1820–1849), der 4. Infanterie-Brigade (1850), der 1. Infanterie-Brigade (1851–1855), der 3. Infanterie-Brigade (1856–1899, 1902–1914) und der 73. Infanterie-Brigade (1899–1902) unterstellt.
Am 1. Mai 1626 verlieh Georg Wilhelm dem Oberst Hildebrand von Kracht die Kapitulation über ein Regiment zu Fuß in der Stärke von 3000 Mann in 15 Kompanien.
Am 1. Mai 1626 fand eine Musterung für neun Kompanien bei Frankfurt (Oder) statt, bis Juni für die anderen Kompanien (ebenfalls in brandenburgischen Städten).
13. Oktober 1626 gab der Kurfürst wegen Bedrohung Preußens durch Schweden Werbepatente für 14 neue Kompanien aus, davon sollten fünf zusammen mit fünf von Krachts Regiment das Leib-Regiment bilden, die neun anderen traten zum Regiment Kracht, das somit 19 Kompanien stark war. Das Leibregiment erreichte die Stärke von neun Kompanien. Der Verband des Regiments (wie der des Leibregiments) wurde aber zerrissen, als der Kurfürst im Dezember 1626 den größten Teil der Truppen aus den Marken nach Preußen mitnahm, nämlich den Regimentsstab und unter anderem zwölf Kompanien des Kracht-Regiments.
1627 ging Kracht in die Marken zurück, am 26. September (6. Oktober) 1627 wurde er des Kommandos über sein Regiment in Preußen enthoben.
Am 16./26. September 1629 kam es zum Vertrag von Altmark, nach dem Memel, Pillau und andere Orte in schwedischen Händen blieben, dafür erhält der Kurfürst Marienburg, Stuhm und andere Orte; diese Orte hatte früher dieses Regiment besetzt.
Am 28. November (8. Dezember) 1629 wurde der bisherige Oberstleutnant des Regiments Streiff von Lauenstein Oberst des Regiments, nach seiner Kapitulation (19. Februar 1630) sollte es acht Kompanien stark sein; von diesen gingen bis 1632 drei ein.
1. Juni 1635: kamen diese fünf übrig gebliebenen Komp., aus denen das Regt. z. Z. bestand, nach Memel, als der Kurfürst durch den Frieden von Stuhmsdorf seine preussische Festung zurückerhielt.
Am 5./15. Januar 1636 rückten zwei, 1639 noch drei Kompanien nach Pillau.
Am 28. September 1657 schieden die beiden Kompanien in Memel aus dem Regiments-Verband mit den drei Pillauern aus; diese kommen zu dem unter Oberst de la Cave stehenden, vier Kompanien starken, Kurfürstlichen „Leibguardi“; am 9. Juni 1660 wurde diese Verbindung wieder gelöst.
1675 wurde die Pillauer Kompanie auf vier, 1687 auf sechs Kompanien erweitert.
1689 formte der Kurfürst vielfach die die Garnisonen der Festungen derart um, dass sie zwei Bataillone bilden (ein Feldbataillon und ein Garnisonsbataillon), dadurch wurden auch die Pillauer Kompanien zu ein Regiment zu zwei Bataillons zu je fünf Kompanien, das Garnisonbataillon wurde später vermindert. 1689 rückt das Feldbataillon zum Feldzug gegen Frankreich an den Rhein.
Am 1./11. April 1692: wurde dies Bataillon ein selbständiges Regiment, indem der zeitige Gouverneur von Pillau und Oberst (Chef) der dortigen Garnison (Oberst v. Brandt) das Gouvernement von Pillau abgab, Gouverneur von Magdeburg wurde und von seinem Nachfolger in Pillau (Graf Alexander Dohna) drei Kompanien von dessen Regiment erhielt, dafür traten die noch in Pillau stehenden Kompanien (drei) zum Regiment Nr. 5.
Anfang 1713 setzte Friedrich Wilhelm I. dauernd die Stärke der meisten Infanterieregimenter, auch die dieses Regiments, auf zwei Bataillons zu je fünf Kompanien fest.
Ab 29. März 1735 wurden die bis dahin auf die Kompanien verteilten Grenadiere in zwei Kompanien zusammengezogen, die Regimenter bestanden nunmehr aus zwei Bataillons zu je einen Grenadier- und fünf Musketier-Kompanien; die Grenadier-Kompanien von je zwei Regimentern stießen im Mobilmachungsfall zu einem Grenadierbataillon zusammen.
27. Februar 1787: Neuordnung. Zwei Musk. Komp. werden in Gren. Komp. verwandelt, so dass das Regt. nunmehr aus einem Gren.- und zwei Musk.-Btl. zu je vier Komp. besteht.
Am 14. Februar 1788 wurde festgelegt, dass jedes Infanterieregiment zum 1. Juni ein Depot-Bataillon erhalten sollte, das nur noch Garnisonsdienstfähigen aufnahm und im Kriegsfall als Ersatz-Bataillon dienen sollte; die bisherigen Garnisons-Regimenter wurden aufgelöst; das Regiment erhielt als Depot-Bataillon drei Kompanien des Garnisons-Regiments von Bose Nr. 1.
Zum 1. Oktober 1797 erhielten die Depotbataillons eine vierte Kompanie und (seit Januar 1796) den Namen III. Musketier-Bataillon; ihre Bestimmung blieb im Wesentlichen dieselbe.
Am 28. Februar 1799 wurde das Regiment neu strukturiert, durch Umwandlung von zwei Grenadierkompanien in Musketierkompanien erhielt das Regiment den Stand von zwei Grenadierkompanien, einem I. und einem II. Musketierbataillon zu fünf und einem III. Musketierbataillon zu vier Kompanien; die Grenadiere von je zwei Regimentern stießen wieder zu einem Grenadierbataillon zusammen. Die Grenadiere des Regiments bildeten mit denen des Regiments Nr. 5 ein Bataillon, das 1806 von Fabecki hieß.
Am 20. November 1807 wurde das Füsilierbataillon von Stutterheim Nr. 21 als leichtes Bataillon zu den Grenadieren im bisherigen Bataillonverband zugeteilt.
1813 wurde ein III. Musketierbataillon und drei Reservebataillon errichtet und das Musketierbataillon, das 1. und 2. Reservebataillon an ein anderes Regiment abgegeben.
Am 14. Oktober 1814 wurden die beiden Grenadierkompanien an das Regiment Alexander abgegeben und wurden dort 9. und 10. Kompanie. 1859 folgten starke Abgaben (auch an Offizieren) an das jetzige Regiment Nr. 44. Am 27. September 1866 wurden die 2., 14. und 15. Kompanie an Regiment Nr. 74 abgegeben.
Spätere Abgaben folgten am 1. April 1881 (9. Kompanie an das Regiment Nr. 128), am 1. April 1887 (11. Kompanie an das Regiment Nr. 135) und am 1. April 1897 (IV. Bataillon an das Regiment Nr. 147). Am 2. Oktober 1893 wurde ein IV. (Halb-Bataillon) gebildet.

### Standorte
- 1626: Mark und Preußen
- 1629: Stuhm, Marienwerder und andere Orte
- 1635/36: Memel
- 1635: Pillau, daneben bis 1657 Memel
- 1692: meist im Feld
- 1698: Magdeburg
- 1716: Ostpreußen, bis 1815 hauptsächlich in Barthenstein, Friedland, Heiligenbeil, Schippenbeil, dazwischen 1742/44 in Breslau
- 1815: Danzig (Stabsgarnison), 1819 bis 1827 Elbing, 1833 bis 1838 Graudenz
- 1850: Bromberg, Graudenz, Konitz
- 1851/55: Königsberg in Preußen, Gumbinnen
- 1865/66: Culm (und 1871–1879)
- 1882: Neufahrwasser
- 1886: Ortelsburg
- 1889: Allenstein, daneben bis 1890 Ortelsburg
- 1898: Rastenburg.

### Benennung
- bis 1808: nach den Chefs dieses Regiments
- ab 7. September 1808: 3. Ostpreußisches Infanterie-Regiment
- ab 5. November 1816: 4. Infanterie-Regiment (3. Ostpreußisches)
- ab 10. März 1823: 4. Infanterie-Regiment
- ab 4. Juli 1860: 3. Ostpreußisches Grenadier-Regiment Nr. 4
- ab 27. Januar 1889: Grenadier-Regiment König Friedrich II. (3. Ostpreußisches) Nr. 4
- ab 7. September 1901: Grenadier-Regiment König Friedrich der Grosse (3. Ostpreußisches) Nr. 4

### Regimentschefs
- 1626 bis 1627: Hildebrand von Kracht
- 1629 bis 1632: Streiff von Lauenstein
- 1632 bis 1634: Henning von Goetze
- 1634 bis 1653: Adam Valentin von Redern
- 1653 bis 1657: Otto Wilhelm von Podewils
- 1657 bis 1679: Pierre de la Cave
- 1679 bis 1688: Wolfgang Christoph Truchsess von Waldburg
- 1688 bis 1689: Johann Georg von Belling
- 1689 bis 1702: Wilhelm von Brandt
- 1702 bis 1708: von Canitz
- 1708: Friedrich Ludwig von Oranien
- 1711 bis 1736: Finck von Finckenstein
- 1712: Prinz Friedrich II.
- 1736 bis 1738: von Kleist
- 1738 bis 1768: Johann von Lehwaldt
- 1768 bis 1777: von Anhalt
- 1777 bis 1782: Johann Christian Wilhelm von Steinwehr
- 1782 bis 1786: Viktor Amadeus Henckel von Donnersmarck
- 1786 bis 1794: Franz Ludolph Ferdinand von Wildau
- 1794 bis 1795: von Larisch
- 1795 bis 1803: Georg Friedrich Heinrich von Hohenlohe-Ingelfingen
- 1803 bis 1807: Ehrenreich Wilhelm Gottlieb von Besser
- 1807 bis 1809: Ehrenreich Wilhelm Gottlieb von Besser
- 1809 bis 1830: Ludwig I.
- 1842 bis 1848: Wilhelm von Krauseneck
- 1861 bis 1869: Franz Karl von Werder
- 1871 bis 1873: König Johann
- 1884 bis 1901: Hugo von Obernitz
- 1897: Regimentskommandeur: Alexander von Linsingen.

### Einsätze
Das Regiment nahm am Dreißigjährigen Krieg von 1616 bis 1648, am Zweiten Nordischen Krieg von 1658 bis 1660 und am Großen Türkenkrieg von 1684 bis 1686 und von 1693 bis 1698 teil. Später kämpfte es von 1702 bis 1713 im Spanischen Erbfolgekrieg, 1715/16 im Großen Nordischen Krieg, 1734 im Polnischen Thronfolgekrieg, 1742 im Ersten Schlesischen Krieg und 1745 im Zweiten Schlesischen Krieg; dann von 1757 bis 1762 im Siebenjährigen Krieg, von 1778 bis 1779 im Bayerischen Erbfolgekrieg, im Deutschen Krieg 1866 gegen das Kaisertum Österreich und 1870/71 im Deutsch-Französischen Krieg.

### Erster Weltkrieg
Am 17. August 1914 wurde das Regiment wurde gemäß dem Mobilmachungsplan mobilisiert. Es gehörte zur 3. Infanterie-Brigade, der 2. Infanterie-Division, der 8. Armee und dem I. Armee-Korps. Neben dem ins Feld rückende Regiment stellte es ein Ersatzbataillon zu vier Kompanien sowie zwei Rekruten-Depots auf. Am 29. August 1918 erhielt das Regiment eine eigene Minenwerfer-Kompanie, die aus Teilen der Minenwerfer-Kompanie Nr. 2 gebildet wurde.